# Le Rêve italien
Pour plus de détails, voir Fiche technique et Distribution.
Le Rêve italien (en italien, Il grande sogno) est un film italien réalisé par Michele Placido, sorti en Italie en 2009. Il fait partie de la sélection officielle de la Mostra de Venise 2009.

## Synopsis
Nicola, un beau jeune homme de la région des Pouilles (Sud de l'Italie) est policier mais rêve de devenir acteur. Il va devoir infiltrer un monde étudiant en pleine effervescence. A l'université, il rencontre Laura, une jeune fille de la bourgeoisie catholique italienne, étudiante brillante et passionnée qui rêve d'un monde sans injustices, et Libero, chef de file du mouvement étudiant qui rêve de révolution. Entre eux trois naissent des sentiments et de fortes passions... Cette histoire s'inspire de l'expérience autobiographique de Michele Placido, policier, qui, une fois arrivé à Rome, décida de prendre le chemin de l'art dramatique... son grand rêve.

## Fiche technique
- Titre original : Il grande sogno
- Titre français : Le rêve italien
- Réalisation : Michele Placido
- Scénario : Doriana Leondeff, Angelo Pasquini, Michele Placido
- Décors : Francesco Frigeri
- Costumes : Claudio Cordaro
- Photographie : Arnaldo Catinari
- Montage : Consuelo Catucci
- Musique : Nicola Piovani
- Production : Pietro Valsecchi
- Distribution : Medusa
- Budget : 10 000 000 euros
- Pays d'origine : Italie
- Langue : Italien
- Format : couleur - Dolby SRD - 2.35 : 1 Cinemascope - 35 mm
- Durée : 101 minutes
- Dates de sortie : 
  -  Italie : 9 septembre 2009
  -  France : 10 mars 2010
  -  Belgique : 4 juillet 2012

## Distribution
- Riccardo Scamarcio (VF : Alexis Victor) : Nicola
- Jasmine Trinca : Laura
- Laura Morante : Maddalena
- Michele Placido : Andrea
- Ottavia Piccolo : Laura adulte
- Marco Palvetti
- Ludovica Modugno

## Nominations et récompenses

### Nominations
- Lion d'or de la Mostra de Venise 2009

### Récompenses
- Prix Marcello-Mastroianni pour Jasmine Trinca lors de la Mostra de Venise 2009

## Autour du film
Jasmine Trinca et Laura Morante ont déjà joué ensemble en 2001 dans le film de Nanni Moretti, La Chambre du fils.